# Cryptocephalus signatifrons
Cryptocephalus signatifrons  (лат.) — вид листоедов (Chrysomelidae) из подсемейства скрытоглавов (Cryptocephalinae). Встречается в Южной и южной части Северной Европы